# مارتا ميكا
مارتا ميكا (بالبولندية: Marta Mika)‏ (8 يوليو 1983 ببولندا - ) هي لاعبة كرة قدم بولندية في مركز الدفاع. لعبت مع TS Mitech Żywiec ‏ وRTP Unia Racibórz ‏ وGol Częstochowa ‏.

## وصلات خارجية
- مارتا ميكا على موقع الاتحاد الأوربي (الإنجليزية)
- مارتا ميكا على موقع قاعدة بيانات كرة القدم.إي يو (الإنجليزية)
- مارتا ميكا على موقع Soccerway.com (الإنجليزية)